# Ruggero Cane Ranieri
Ruggero Cane Ranieri (XIV secolo – Perugia, aprile 1441) è stato un condottiero italiano, nonché figura politica di rilievo della città di Perugia durante la prima metà del XV secolo.
Fu membro della nobile casata dei conti Ranieri di Civitella Ranieri, nei pressi di Umbertide.

## Biografia
Si hanno pochissime notizie certe in merito ai primi anni di attività di Ruggero Cane Ranieri: cronache del Tre-Quattrocento e documenti vari forniscono numerose notizie sulla figura di un condottiero di nome Ruggero, ma queste risultano estese lungo un arco cronologico così ampio da non poter essere riferibili ad una sola persona, bensì a due figure distinte: la prima, nota anch'essa con il nome di Ruggero Cane, è quella di un uomo d’armi e diplomatico attivo negli anni Settanta del Trecento, intimo di Giovanni Acuto e persona di fiducia di Bernabò Visconti, signore di Milano. La seconda è da riferirsi proprio a Ruggero figlio di Costantino Ranieri (poi meglio noto come Ruggero "Cane" Ranieri), attivo a partire dagli ultimi anni del Trecento, dapprima al soldo di Braccio Fortebracci da Montone e poi esponente di spicco dell’oligarchia perugina.
La recente ricerca storica riconosce nella figura del primo Ruggero Cane quella del padre di Costantino Ranieri, padre a sua volta di Ruggero "Cane" Ranieri.
La figura pubblica di Ruggero "Cane" Ranieri emerge soltanto agli esordi del XV secolo, all'interno delle lotte di fazione che infuriavano nella città e nel territorio di Perugia tra la nobiltà e la fazione dei cosiddetti “Raspanti”, espressione della ricca e potente borghesia corporativa cittadina. Questi, guidati da Biordo Michelotti, conquistarono il castello di Civitella Ranieri, proprietà della famiglia Ranieri nei pressi di Fratta (nome storico della città di Umbertide) che venne saccheggiato e distrutto. Durante l’assedio molti membri della casata Ranieri persero la vita, mentre gran parte dei sopravvissuti partirono per un periodo d’esilio che perdurò fino alla disfatta dei “Raspanti”, con la conseguente riconquista della rocca di Civitella da parte dello stesso Ruggero nel 1407.

## La battaglia di Motta di Livenza (1412)
Rinomato per la sua prodezza in battaglia,, Ruggero Cane Ranieri è ricordato soprattutto per il servizio speso al soldo della Repubblica veneta che difese dalle falangi imperiali degli Ungari, riportando una memorabile vittoria durante la battaglia di Motta di Livenza in Friuli nel 1412. Qui insieme al condottiero Crasso da Venosa, intervenne in un momento determinante tanto da riuscire a sovvertire le sorti della battaglia.
Gli antefatti storici che portarono a questo evento bellico furono le seguenti: Sigismondo di Lussemburgo (1369-1437), imperatore dal 1410, riuscì a stabilire la sua autorità sul regno d’Ungheria dopo molti anni di sanguinose battaglie, nel corso delle quali si trovò contro Ladislao I di Napoli (1377-1414), il quale rivendicava tanto i territori ungheresi, quanto le zone costiere della Dalmazia. Al sopravvento di Sigismondo, Ladislao vendette i territori rivendicati, compresa la città di Zara, alla repubblica di Venezia, la quale aveva da sempre grandi interesse nel predominio sui territori adriatici e l’annessione di Zara e della Dalmazia si rivelarono una ghiotta occasione.
L’annessione di questi territori pose la Serenissima in contrasto con il potente Sigismondo, nelle cui truppe militavano anche soldati al soldo dei Della Scala e dei Da Carrara, rispettivamente signori di Verona e Padova, così come altre truppe originarie del Friuli Venezia Giulia. La presenza di truppe italiane al servizio dell’esercito imperiale va in contrasto con la storiografia coeva alla battaglia, volta a mitizzare questo scontro bellico, creando una contrapposizione tra i civilizzati condottieri italiani ai semi-barbarici ungheresi, trova ragione d’essere nel forte risentimento di molte casate nobiliari e di piccoli feudatari del nord-est che si trovavano in continuo contenzioso con l’egemonia veneziana.
Venezia, forte della sua potenza economica, reclutò molti tra i migliori condottieri italiani del tempo, coadiuvati da una milizia cittadina e pose la sua linea difensiva sulle rive del fiume Livenza. Le truppe di Sigismondo, guidate anch'esse da uno dei più famosi condottieri di origine italiana, Filippo degli Scolari (meglio noto come Pippo Spano), si mossero contro Venezia nell'autunno del 1411, conquistando in breve tempo Udine, Bassano e Feltre.
Venezia oppose inizialmente una debole resistenza, coadiuvata però da una fattiva tecnica diplomatica, in virtù della quale le truppe imperiali, complice anche il fatto che lo stesso Sigismondo era inoltre inizialmente deciso a risolvere la questione nella maniera più pacifica possibile, vennero richiamate oltre le Alpi in attesa di riprendere gli scontri nella seguente primavera del 1412. Le successive richieste di Sigismondo vennero però considerate eccessive ed inique dalla Serenissima (oltre alla richiesta di un formale atto di sottomissione, nella forma del dono annuale di un cavallo bianco e di un falcone all'imperatore, Sigismondo chiedeva la concessione delle città fortificate della Dalmazia e, cosa ben più importante, il diritto di libero passo per il territorio veneto che avrebbe garantito una grande libertà di accesso al resto dei territori italiani).
In vista dell’ormai inevitabile scontro, Venezia fece tutto il possibile per fortificare le sue linee difensive e per formare un esercito in grado di contrastare quello imperiale, assicurandosi anche il servizio di Ruggero Cane Ranieri nel marzo 1412, ponendolo alla testa di 200 lancieri padovani. Nell'agosto le truppe imperiali mossero per prime alla carica, portando avanti una manovra che colse il generale delle truppe veneziane, Carlo I Malatesta da Rimini, di sorpresa. Dopo un primo tempo in svantaggio, le truppe della Serenissima si risollevarono, grazie soprattutto all'intervento delle truppe a cavallo guidate da Ruggero Cane Ranieri e dal suo compagno d’armi Crasso da Venosa. Queste, malgrado un forte svantaggio numerico (600 cavalieri veneziani contro 3000 imperiali), riuscirono grazie ad una serie di manovre ben portate a contrastare il fronte imperiale permettendo alle truppe veneziane di provvedere verso le retrovie per compattarsi dopo il primo assalto subito, portandole alla vittoria: la giornata si concluse con la morte di 1300 soldati del contingente di Sigismondo e con la cattura di molti nobili italiani che militavano per l’imperatore.
Questa battaglia, considerata come la più importante delle imprese militari di Ruggero Cane, è anche ricordata come la vera ragione del suo soprannome, ossia “Cane”, da intendersi come una storpiatura dell’appellativo “Kahn”, solitamente concesso ai grandi condottieri dell’Oriente e che, in bocca ai suoi soldati, mutò automaticamente in “Cane”. Da quel momento adottò stabilmente questo soprannome, così come l’effigie di un cane rampante posta sul suo cimiero. Questa immagine assunse inoltre rilevanza a livello araldico, andando ad ornare lo stemma della famiglia Ranieri.

## Al fianco di Braccio da Montone e al servizio di Perugia
Fu fedele compagno d’armi fin dal 1398 del condottiero italiano Braccio Fortebracci da Montone, capo dei nobili e signore di Perugia dal 12 luglio 1416. Al suo fianco Ruggero Cane combatté in Umbria, nelle Marche e nel Lazio contro l’esercito pontificio, partecipando anche all'assedio di Castel Sant'Angelo del 1417. Nel 1419 attaccherà Gubbio per strapparla al dominio dei Montefeltro.
Nominato governatore di Montalboddo (antico nome della città di Ostra, AN) da papa Martino V nel 1420, sposò nel 1421 una nobildonna della famiglia Colonna (Marzia o Giuditta), nipote dello stesso pontefice, dal quale ottenne ufficiale conferma del suo rinnovato dominio sul feudo di Civitella, riconquistato solo formalmente e con le armi.
Alla morte del Fortebracci, avvenuta nel 1424 durante la Guerra dell’Aquila, Ruggero entrò da protagonista nella scena politica perugina, venendo eletto tra i dieci consiglieri cittadini ed appoggiando in un primo tempo la successione di Oddo Fortebracci, figlio naturale di Braccio da Montone, a signore di Perugia. Fu in ogni caso una breve parentesi, in seguito alla quale passerà alla fazione opposta, che caldeggiava la sottomissione di Perugia al Papa.
Nell'agosto del 1424 fu inviato da Perugia, assieme ad altri legati, come ambasciatore presso papa Martino V per le trattative di pace e la sottomissione di Perugia allo Stato Pontificio. Anche se, come riportato da una cronaca del tempo, Ruggero Cane non si recò direttamente a Roma (forse anche perché, avendo inizialmente appoggiato Oddo Fortebracci, fosse intimamente diffidente nei confronti del pontefice), il 28 agosto dello stesso anno egli, con in mano lo stendardo della Chiesa, figura tra il seguito che accompagnò l’ingresso del legato pontificio in città.
Alla sua morte, sopraggiunta nel 1441, venne sepolto con tutti gli onori all'interno del duomo di Perugia. Si ha notizia delle sue pubbliche esequie grazie alla cosiddetta Cronaca del Graziani:
«Adì 18 de aprile se comenzò el corrotto de la morte de Rugiere de Costantino dei Ranieri; andaro per la città 25 famigli a cavallo tutti vestite con le bandiere, prima lo standardo bianco con la croce roscia, et quello che lo portava era tutto armato como quando fu capitano dei veneziani, e puoi con l'arme loro. e adì 21 del ditto fo fatto et corrotto grande, e fuor vestite fra omini e donne 70 persone; et fo sepelito in Santo Lorenzo, et poste le bandiere nel coro. e adì 22 del ditto gli fo fatto lo sequio con tutti li ordini de' religiosi, che fu una cosa bellissima».

## Curiosità
in una delle sale di Palazzo Conestabile della Staffa, sede della biblioteca Augusta del comune di Perugia è esposto un ritratto di Ruggero Cane Ranieri. L'opera, di autore ignoto e databile attorno al XIX secolo, venne restaurata nel 1998.